# Assemblea nazionale (Mali)
L’Assemblea nazionale del Mali è il ramo legislativo di 147 membri del paese, eletto dai cittadini maliani ogni cinque anni.
Prima del colpo di Stato del 2020 si erano tenute delle elezioni parlamentari nel 2020, ma attualmente, anche in seguito al successivo golpe del 2021, resta sospesa e sciolta sine die.